# Wouldn’t It Be Nice
«Wouldn’t It Be Nice» — песня американской группы The Beach Boys. Это первый трек на вышедшем в мае 1966 года альбоме Pet Sounds.
Через два месяца, 18 июля 1966 года, была издана в США как третий сингл с этого альбома, с песней «God Only Knows» на стороне Б. 30 июля песня «Wouldn’t It Be Nice» вошла в «Горячую сотню» американского журнала «Билборд», проведя там в сумме 11 недель. Максимальной — 8-й — позиции она достигла в сентябре. (Надо заметить, что в как минимум некоторых других странах стороны были поменяны местами.)
В 2014 году британский музыкальный журнал New Musical Express поместил песню «Wouldn’t It Be Nice» в исполнении группы The Beach Boys на 479-е место своего списка «500 величайших песен всех времён».

## Сюжет
Песня поётся от имени молодой влюблённой пары, которые жалуются на то, что они слишком молоды для того, чтобы сбежать и пожениться, и фантазируют о том, как хорошо было бы быть старше (взрослыми).

## Чарты

### Недельные чарты
| Чарт (1966)             | Наив. поз. |
| ----------------------- | ---------- |
| Австралия               | 2          |
| Канада                  | 4          |
| Новая Зеландия          | 12         |
| США (Billboard Hot 100) | 8          |